# Piotr Leshchenko
Piotr Konstantínovich Léschenko (Ruso: Пётр Константи́нович Ле́щенко; 2 de junio de 1898 – 16 de julio de 1954), fue un cantante ruso, conocido como el «Rey del Tango Ruso», famoso por su interpretación del tema Serdtse (Corazón), el tango más famoso cantado en lengua no española, nació en Isáeve, Gobernación de Jersón, ahora parte de Ucrania dentro de una familia de campesinos iletrados. Durante la Primera Guerra Mundial, sus padres se mudaron a Chisináu, que luego fue anexada a Rumanía (ahora parte de Moldavia). Como resultado, Léschenko es reivindicado como ruso, ucraniano, moldavo y rumano. Léschenko cantó exclusivamente en ruso.
Unido a la bailarina Zinaída, con quien tuvo un hijo. En 1935, instaló en Bucarest el restaurante "Leshchenko", conocido como el "Maxim's del Este", en donde –justo a los mejores músicos de orquesta– cantó cada noche. En tiempos de la Segunda Guerra Mundial el "Leshchenko" es sitiado y obligan a Piotr a actuar para los oficiales rusos. Al terminar la guerra, con la sovietización, Léschenko fue arrestado y su restaurante, clausurado. Murió en 1954 en la enfermería de un penal de las afueras de Bucarest. 

## Biografía
En su niñez, Léschenko cantaba en el coro de la iglesia y aprendió a tocar la guitarra y la balalaika.
Piotr Konstantínovich Léschenko nació el 2 de junio de 1898 en Isáeve, Gobernación de Jersón, en la actualidad Ucrania, pero en ese entonces parte del Imperio ruso, en el seno de una familia campesina, pobre y alejada de toda cultura. Durante la Primera Guerra Mundial su madre y su padrastro se mudaron a Chisináu (actualmente Moldavia), ciudad que posteriormente fue anexada a Rumanía. Es por todo esto que hoy varios países afirman ser la patria de Léschenko: Rusia, Ucrania, Moldavia y Rumanía. Aunque él cantaba casi exclusivamente en idioma ruso.
Respecto a sus canciones más famosas, aunque la mayor parte de los bailarines de tango en el mundo conocen solo “Serdtse”, muchas otras canciones interpretadas por Piotr Léschenko merecen ser mencionadas: “Anikusha”, “Barselona”, “Chórnye Glazá (Strok)”, “Davay Prostimsya”, “Golubye Glazá”, “Moyó Poslédnee Tango”, “Ne Ujodí”, “Ostansya”, “Priznáysya Mne”, “Studéntochka”, “Skazhite Pochemú”, “Skuchno”, “Ty I Eta Gitara” (estas dos últimas conocidas como “tangos polacos”), “Vernulas Snova Ty”, “Vinó Lyubví (Maryankovsky)” y  “Zabyt Tebyá”, las canciones gitanas “Chto Mne Gorye” y  “Za Gitárnyi Perebor” y, por último, los valses “Moy Drug” y “ Pesnya o Kapitane” (este último, al igual que Serdtse, con letra del poeta soviético Vasili Lébedev-Kumach).